# Heterochelus mucronatus
Heterochelus mucronatus är en skalbaggsart som beskrevs av Hermann Burmeister 1844. Heterochelus mucronatus ingår i släktet Heterochelus och familjen Melolonthidae. Inga underarter finns listade i Catalogue of Life.